# Pitbatlle
Pitbatlle és una masia de Seva (Osona) inclosa a l'Inventari del Patrimoni Arquitectònic de Catalunya.

## Descripció
Edifici de mitjanes proporcions amb teulada a dues vessants que desaigua a la façana principal.
En la balconada de la façana lateral hi ha una llinda amb data 1784. A la façana principal hi ha una portalada adovellada i en la dovella central un escudet amb data 1571, a més trobem tres finestres de pedra treballada en el primer pis.
Hi ha una llissa. Afegit en el cos principal, una galeria amb tres arcades.

## Història
Pi batlle la trobem esmentada en el nomenclàtor de la província de Barcelona del 1860.
Rebé el nom de l'ofici de batlles del terme exercit pels seus hereus.